# Potamogeton papuanicus
Potamogeton papuanicus là một loài thực vật có hoa trong họ Potamogetonaceae. Loài này được G.Wiegleb miêu tả khoa học đầu tiên năm 1993.